# Child's Play (organización caritativa)

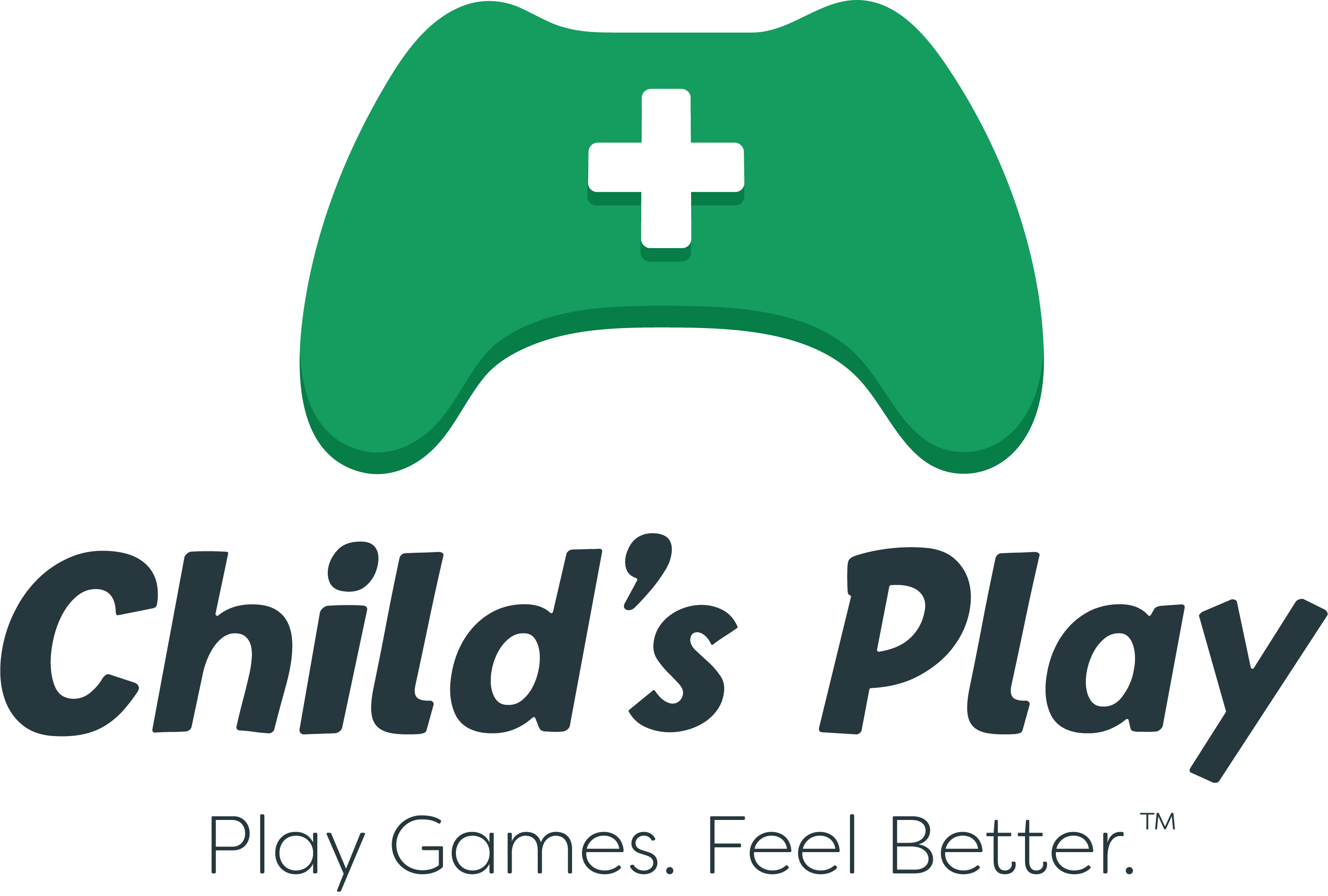
Logotipo de Child’s Play de 2022

Child's Play es una organización de caridad que dona juguetes y juegos para los hospitales de niños en todo el mundo. Fue fundada en 2003 por Mike Krahulik y Jerry Holkins, autores del popular computador y videojuegos basados en Penny Arcade. La caridad también es visto como una manera de refutar la percepción de los principales medios de jugadores violentos y antisociales. A partir de 2015, Child's Play había procesado más de $ 40 millones en donaciones desde su creación.

## Logística
Con la ayuda del personal del hospital, Child's Play establece listas de regalo en Amazon.com, llenos de Videojuegos, libros, juguetes y películas. Estas listas de regalo envían artículos directamente a las instalaciones como donaciones en especie. En lugar de comprar artículos de las listas de regalo usuarios pueden donar dinero a través de PayPal o cheque. Este dinero se utiliza para hacer compras al por mayor anuales para proporcionar tecnología como iPads y los sistemas Xbox 360, así como juegos y películas.
La organización también tiene un espacio para las empresas patrocinadoras que han donado. Los patrocinadores también ganan un nivel de patrocinio corporativo (Plata, Oro y Platino) y se les vinculan de nuevo en Childsplaycharity.org. Estos patrocinadores incluyen varios maratones de videojuegos como la Maratón de Mario y Desert Bus de la Esperanza, así como una series de YouTube como tierras lejanas o busto por Kurtjmac.

## Historia
Child's Play fue anunciado el 24 de noviembre de 2003 por los autores de Penny Arcade como un desafío a sus lectores, y como respuesta a la representación menudo negativa de los jugadores de video en los medios de comunicación, sobre todo un artículo de HeraldNet por Bill Francia titulado "Los videojuegos violentos son la formación de los niños para matar. Más tarde hizo una disculpa en la misma columna y elogió el esfuerzo. Recibió opiniones positivas de la prensa, en muchos weblogs populares como Slashdot y recibió la aprobación directa de Wil Wheaton. En menos de un mes de la publicidad y el funcionamiento, la caridad recaudó más de $250,000 en efectivo y juguetes para el Hospital de Niños y Centro Médico Regional en Seattle, Washington.
En 2004, la caridad se amplió y se asoció con los hospitales de niños en Seattle, Oakland, San Diego, Houston y Washington, D.C.
Para el 5 de enero de 2005, cuando se tabularon los números finales de 2004, la organización benéfica había recaudado más de $310.000 ($60.000 más que el año anterior), y ganó cuarenta patrocinadores corporativos en el proceso. Entre estos patrocinadores eran Nintendo, Midway Games, Cerulean Studios y THQ.
En 2005, la organización benéfica fue nuevamente ampliada para asociarse con otros siete hospitales de los niños en los Estados Unidos, así como los hospitales de niños en Toronto y Halifax, Nueva Escocia, Canadá. También se asoció con el Hospital Alder Hey de Niños de Liverpool, Inglaterra. En el momento en que dejaron de aceptar donaciones, la comunidad había recaudado $605,000. Hubo una subasta para aparecer en una tira cómica de Penny Arcade en el Child's Play Cena Benéfica 2005. La oferta ganadora de $20,000 fue colocado por Christian Boggs. Sr. Boggs también colocó la oferta ganadora de un bosquejo original del lápiz de la cubierta del programa PAX 2005 en eBay. 100% de los beneficios fue a la Cruz Roja Americana.
En 2006, la caridad se amplió aún más, añadiendo cuatro hospitales en los Estados Unidos, dos en Australia y uno en Egipto. Además de esto, el 13 de diciembre de 2006 hubo una cena de caridad y de subasta, donde los artículos participantes pudieron pujar por incluía un día de juego por cuatro horas en las oficinas de Arcade Penny, una aparición en una tira Penny Arcade, un recorrido por Bungie y sesión de grabación de la voz de un personaje de Halo 3, una suscripción por dos años a World of Warcraft y la edición especial de The Burning Crusade firmada por todos los desarrolladores. El año 2006 también se convirtió en la primera vez que se llegó a la marca de 1 millón de dólares.
En 2007, la organización benéfica añadió un hospital en Hawái y Nueva Zelanda.
Durante el 2008 Penny Arcade Expo, Harmonix anunció que tres canciones de la Expo estarán disponibles para su descarga para el videojuego Rock Band. El producto de estas tres canciones irán a la caridad.
El 13 de noviembre de 2009, Mike Krahulik anunció que después de una semana, Child’s Play 2009 ya había alcanzado los $455,863.80.
En 2010, Epic Games celebró un evento de voto por la compra entre el 29 de julio y el 6 de septiembre para determinar el destino de un personaje, Clayton Carmine, en su próximo juego Gears of War 3. Los jugadores votaron por la compra de Xbox Avatar Camisetas a través de Xbox Live, o camisetas reales en el San Diego Comic-Con, con todas las compras que se cuentan para la votación. La campaña de votación recaudó más de $150.000, todo lo cual fue donado a Child's Play.
En 2011, Mike Krahulik anunció el primer anual Child's Play Torneo de Golf que se celebrará en el Brookside Golf Course en Pasadena, California, el 5 de junio de 2011. Todas las ganancias del evento van a los hospitales y las instalaciones asociadas en la red el juego del niño. El Torneo de Golf se celebró posteriormente en Angeles National Golf Course en Sunland, CA, el 8 de junio de 2012 y Inglewood Golf Club en Kenmore, WA, el 20 de mayo de 2013.
En noviembre de 2013, el Coordinador de Programa Jamie Dillion anunció la primera expansión cada vez de Child's Play para beneficiar a los niños en los centros de violencia doméstica. El programa fue anunciado como piloto y tiene previsto expandirse a abrir las aplicaciones en la primavera de 2014. El programa de refugio ofrecerá un carro de pre-construidos juegos con sistema de juego, televisión, juegos y servirá de refugios de emergencia, centros de acogida a largo plazo, centros de promoción y más.

### Totales anuales
- 2003: $250,000
- 2004: $310,000
- 2005: $605,000
- 2006: $1,024,000
- 2007: $1,300,000
- 2008: $1,434,377
- 2009: $1,780,870
- 2010: $2,294,317
- 2011: $3,512,345
- 2012: $5,085,761
- 2013: $7,600,000
- 2014: $8,430,000
- Suma total: $35,083,881